# Johann Heinrich Petri

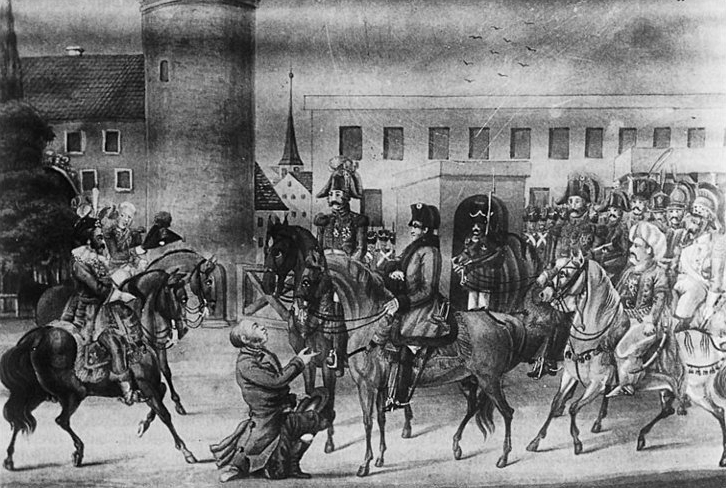
Kniefall Johann Heinrich Petris, Aquarell von Theodor Goetz (1806)

Johann Heinrich Petri (* 1747 in Stadtilm; † 18. Juli 1830 in Weimar) war ein deutscher Schuhmachermeister. Petri war zudem Viertelsmeister beim Stadtrat in Weimar.
Petri erwarb sich am Hofe und in der Bevölkerung durch ein Bittgesuch von 16. Oktober 1806 an den französischen Kaiser Napoleon, womit er bedeutenden Anteil an der Einstellung der Plünderungen der Stadt durch die französischen Besatzungstruppen hatte, hohe Wertschätzung. Auf einem Aquarell hat Theodor Goetz den Kniefall Petris vor Napoleon auf dem Pferde während dessen Ausritt mit Gefolge auf dem Weimarer Schlosshof dargestellt. Herzogin Louise war bei diesem Ereignis zugegen. Tatsächlich ließ Napoleon am 16. Oktober 1806 die Plünderungen durch französische Truppen einstellen. Er verbot zudem unter Strafe die Liquidation des sächsischen Herzogtums.
Petri ist im öffentlichen Bewusstsein inzwischen so gut wie vergessen. Dass allerdings soviel Kulturgut in Weimar trotz aller Verluste die Zeiten überdauerte, ist diesem Kniefall vor dem Kaiser mit zu verdanken. Petri hatte sich zum Fürsprecher der hungernden und leidenden Bevölkerung gemacht und dabei ungewöhnlichen Mut bewiesen. Das wurde von dem Kaiser respektiert und anerkannt. Der Stadtrat Weimars hatte es indes abgelehnt, sich vor dem Kaiser zu stellen und Partei für die eigene Bevölkerung zu ergreifen.